# Mario Bustamante
Mario Alberto Bustamante (Bogotá, siglo XX - Bogotá, 6 de mayo de 2024) fue un futbolista colombiano que se desempeñó como delantero y jugó en Independiente Santa Fe y en el Deportes Tolima de su país. Bustamante, fue campeón con Santa Fe en 1958 y 1960.

## Trayectoria

### Inicios
Mario Bustamante nació en la ciudad de Bogotá, la capital de Colombia. Allí, empezó a jugar fútbol y luego entró a las divisiones inferiores de Independiente Santa Fe. Con las escuadras juveniles, tuvo muy buenos partidos; por lo que pasó rápidamente a jugar a la nómina profesional. 

### Independiente Santa Fe
En 1956, tras jugar por un tiempo en las inferiores, Bustamante debutó como profesional con Santa Fe. Su primera etapa en el cuadro cardenal sería desde principios de aquel año hasta mediados de 1957, teniendo buenos partidos. 

### Deportes Tolima
A mediados de 1957, Mario Bustamante se va a jugar a préstamo al Deportes Tolima. En el equipo "Pijao", el bogotano tuvo buenos partidos y anotó varios goles; por lo que volvió a jugar en Independiente Santa Fe. 

### Vuelta a Santa Fe y retiro
A mediados de 1958, tras un buen año con el Tolima, Bustamante regresó a Santa Fe. En su segunda etapa en el equipo cardenal, tuvo más continuidad, dando muestras de su talento, llegando a ser uno de los mejores jugadores de la nómina. Al final de ese año, Santa Fe se coronó por tercera vez campeón del Fútbol Profesional Colombiano; siendo el primer título profesional para el bogotano. En 1960, el nacido en Bogotá, volvería a ser campeón, ya que ayudó a que el conjunto cardenal ganara su tercer título en su historia, ese año destacaría en una nómina con muy buenos jugadores como los colombianos Carlos Rodríguez, Carlos "Copetín" Aponte, Jaime Hernando Silva y Héctor "Zipa" González; además de los argentinos Osvaldo Panzutto y Alberto Perazzo. Al año siguiente (1961), Santa Fe jugó la Copa Libertadores de América por primera vez en su historia, y llegaría hasta las semifinales. Entre los destacados estuvo Bustamante. Con el conjunto santafereño, jugaría hasta 1964 cuando luego de una gira con el equipo por los Estados Unidos, se quedó a vivir allí, poniendo así final a su carrera deportiva.

### Selección Colombia Juvenil
Mario, tuvo muy buenos partidos con los equipos juveniles de Independiente Santa Fe, y gracias a ello fue convocado para jugar con la Selección Colombia Juvenil. Con la selección, jugó el Sudamericano juvenil "Juventudes de América" teniendo una buena actuación. 

### Carrera como entrenador
En 1964, Mario se retiró del fútbol profesional, luego de una exitosa carrera con Independiente Santa Fe. Ese año, se fue con el conjunto cardenal a un viaje a la ciudad de Miami en los Estados Unidos. Después de jugar algunos partidos amistosos, decidió quedarse allí; donde empezó a trabajar, a estudiar inglés y a entrenar al equipo aficionado "Aéreo Perú". Dirigiendo a este equipo, ganó 5 campeonatos aficionados de la Florida.

## Clubes
| Club                        | País     | Año                   |
| --------------------------- | -------- | --------------------- |
| Club Independiente Santa Fe | Colombia | 1956-1957 y 1958-1963 |
| Deportes Tolima             | Colombia | 1957                  |

## Palmarés

### Campeonatos nacionales
| Título           | Club     | País     | Año  |
| ---------------- | -------- | -------- | ---- |
| Primera División | Santa Fe | Colombia | 1958 |
| Primera División | Santa Fe | Colombia | 1960 |

## Selecciones nacionales
| Selección                  | Torneo                                       | Año  |
| -------------------------- | -------------------------------------------- | ---- |
| Selección Colombia Juvenil | Sudamericano juvenil "Juventudes de América" | 1954 |